# 有机锑化学
有机锑化学是指研究碳（C）和锑（Sb）之间化学键的化学分支。锑在这些化合物中的存在形式为Sb(V)和Sb(III)。但是锑的毒性限制了这类化合物在有机化学中的进一步应用。